# Jan Křtitel Marek
ThDr. Jan Křtitel Marek (19. listopadu 1847, Týnec nad Labem – 18. září 1913, Praha) byl český římskokatolický kněz a kanovník Metropolitní kapituly u sv. Víta v Praze.

## Život
Narodil se 19. listopadu 1847 v Týnci nad Labem v rodině truhlářského mistra Matěje Marka. .
Po studiu teologie byl v Praze dne 13. července 1873 vysvěcen na kněze. Další rok začal působit jako kaplan v Litni a také v Kouřimi a poté až do roku 1881 byl adjunktem teologické fakulty v Praze. Dne 12. ledna 1882 získal doktorát teologie a také stipendium k cestování po Itálii a jižním Německu. Krátce působil jako profesor biblistiky na teologické fakultě. Dále působil jako katecheta občanské školy na Smíchově a od roku 1883 byl profesorem náboženství na gymnasiu ve Slaném.
Dne 20. března 1892 byl zvolen kanovníkem metropolitní kapituly a 1. května stejného roku byl instalován. Mezi funkce, které zastával jako kanovník, patřilo dále: canonicus senior (1903), canonicus cantor (1904), canonicus custos (1906) a praelatus scholasticus (1907).
Dne 14. května 1892 se stal radou arcibiskupské konzistoře.
Zemřel 18. září 1913 v Praze a pohřben byl na hřbitově Šárka.